# Oranje spiegelmot
De oranje spiegelmot (Grapholita lathyrana) is een vlinder uit de familie van de bladrollers (Tortricidae). De wetenschappelijke naam is gepubliceerd in 1822 door Hübner.
De soort komt voor in Europa.